# Ray Parker, Jr.
Pour les articles homonymes, voir Parker.
Ray Parker Jr, né Ray Erskine Parker Jr le 1er mai 1954 à Détroit aux États-Unis, est un guitariste, auteur, producteur et acteur américain.
Il est particulièrement connu en France pour sa chanson Ghostbusters tiré du film S.O.S. Fantômes. Ce titre aurait été vendu, selon Ray Parker Jr. en 2007, à pas moins de vingt-sept millions d'unités. La chanson fut aussi nommée en 1984 aux Oscars dans la catégorie de la meilleure chanson originale mais s'inclina devant I Just Called to Say I Love You de Stevie Wonder pour le film La Fille en rouge. Ces deux titres furent numéro un en France.
Ray Parker Jr. est également connu pour ses chansons disco, It's Time to Party Now et pour The Other Woman qui fut le premier succès de sa carrière solo en 1982.

## Discographie

### Albums studio
- 1982 : The Other Woman
- 1983 : Woman Out of Control
- 1985 : Sex and the Single Man
- 1987 : After Dark, Geffen
- 1991 : I Love You Like You Are, MCA
- 2006 : I'm Free, Raydio Music

### Compilations
- 1982 : Greatest Hits
- 1984 : Chartbusters
- 1990 : The Best of Ray Parker Jr. & Raydio
- 1993 : Greatest Hits
- 1998 : The Best of Ray Parker Jr., BMG/Arista
- 1999 : Ghostbusters: The Encore Collection, BMG
- 2000 : The Heritage Collection, Arista
- 2011 : S.O.U.L., Sony Music

### Singles
- 1982 : "The Other Woman", "Let Me Go", "It's Our Own Affair", "Bad Boy"
- 1983 : "The People Next Door", "I Still Can't Get Over Loving You"
- 1984 : "Woman Out of Control", "In The Heat of the Night", "Ghostbusters", "Jamie"
- 1985 : "I've Been Diggin' You", "Girls Are More Fun", "One Sided Love Affair"
- 1986 : "One Sunny Day" / "Dueling Bikes from Quicksilver" (avec Helen Terry)
- 1987 : "I Don't Think That Man Should Sleep Alone", "Over You" (avec Natalie Cole)
- 1990 : "All I'm Missing Is You" (avec Glenn Medeiros)
- 1991 : "She Needs to Get Some", "Girl I Saw You"

## Filmographie

### Cinéma
- 1987 : Territoire Ennemi : Will Jackson
- 1987 : Disorderlies : le livreur de pizza

### Télévision

#### Séries télévisées
- 1985 : Berrenger's : Zack Shepard (saison 1 épisodes 5,7)
- 2014 : A to Z : Lui-même (saison 1 épisode 5)

#### Téléfilms
- 1990 : Un enfant pour Noël : ?